# Fries (schweizerisches Adelsgeschlecht)

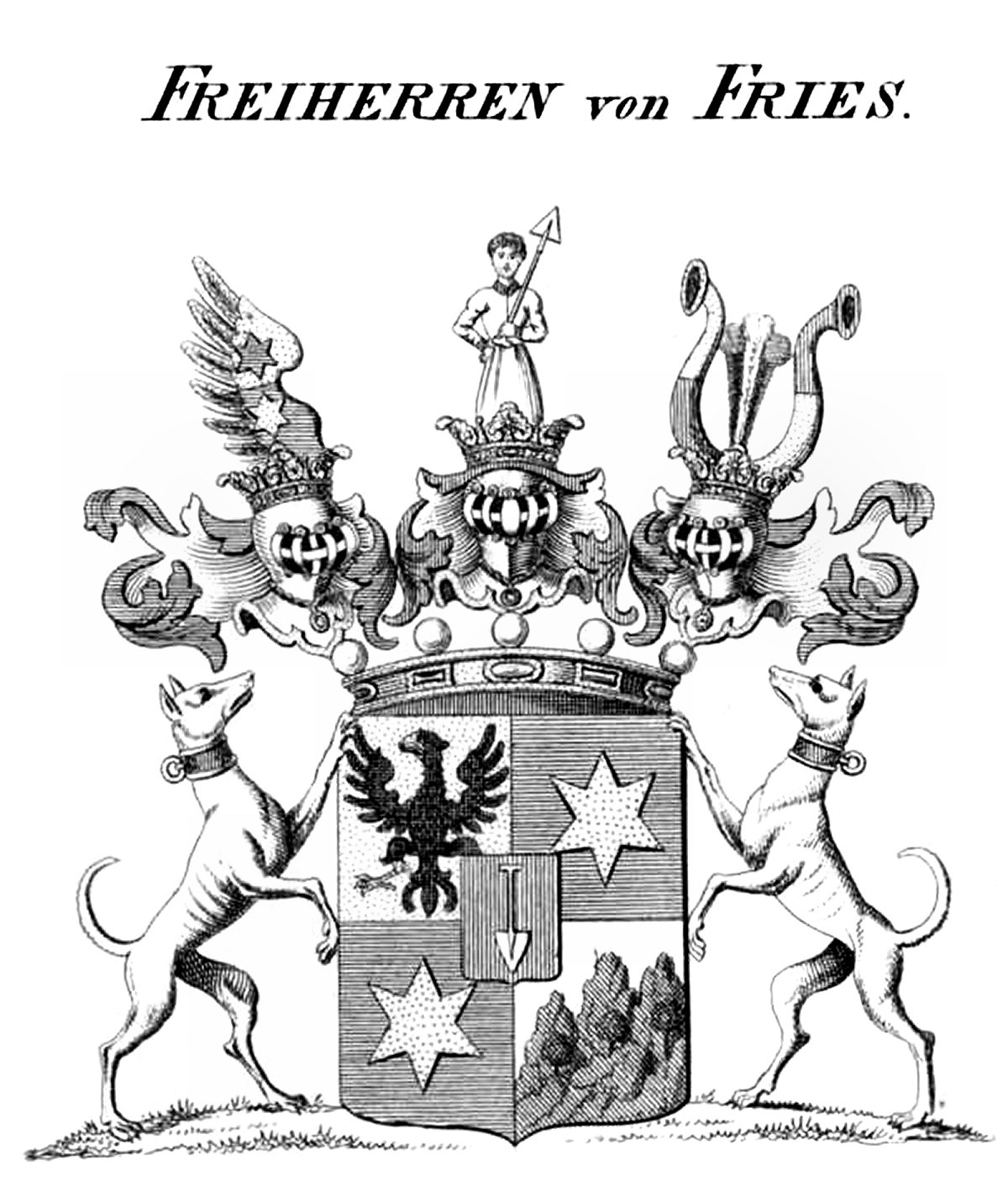
Wappen der Freiherren von Fries

Die Reichsgrafen von Fries sind ein Schweizer Adelsgeschlecht, das im 18. Jahrhundert zu grossem Einfluss und Macht gelangte. Das Geschlecht ist von der alemannischen Familie Fries zu unterscheiden. Ebenso besteht keine Stammverwandtschaft zu den ursprünglich aus der Schweiz stammenden von Friesen.

## Geschichte und Aufstieg

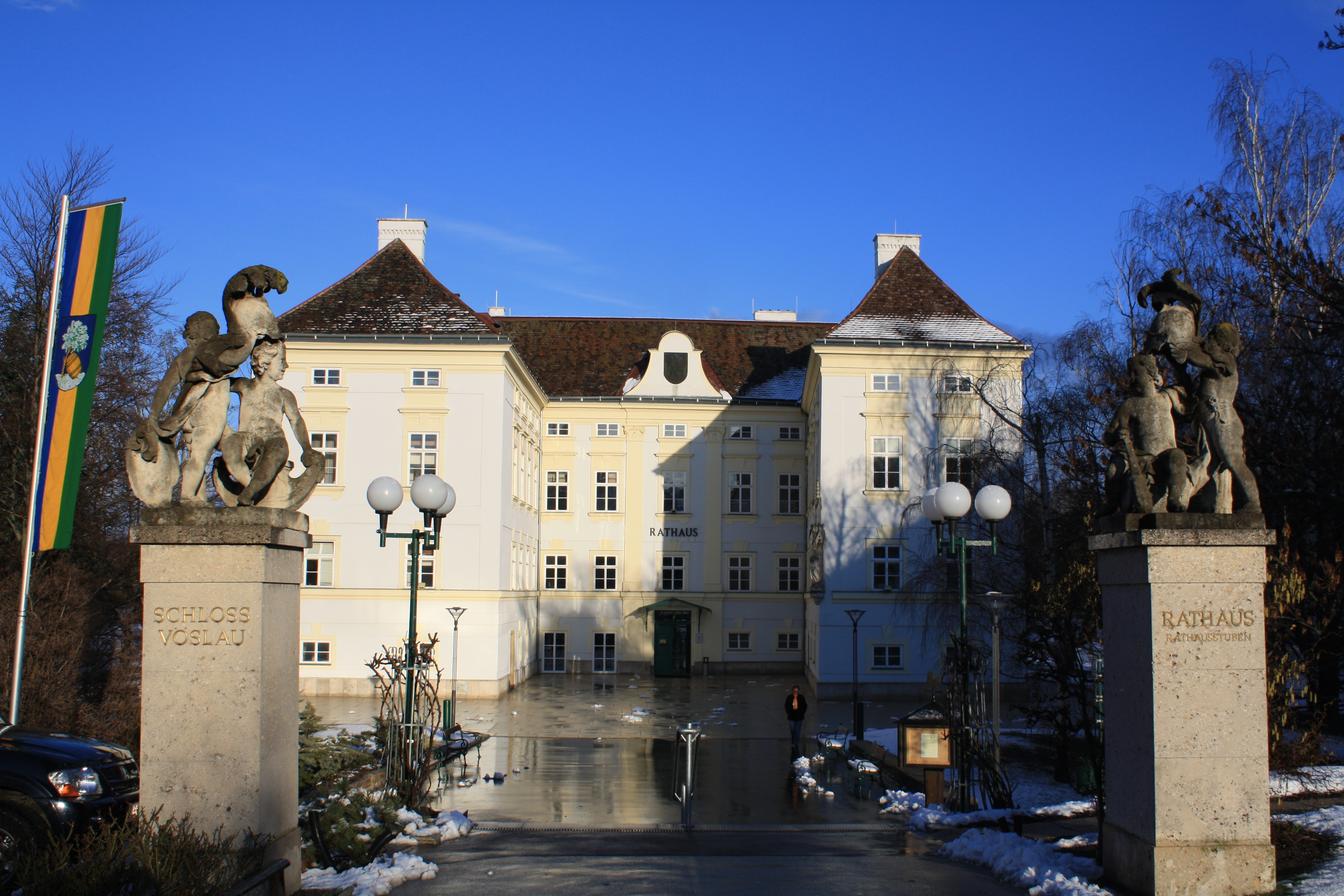
Schloss Vöslau

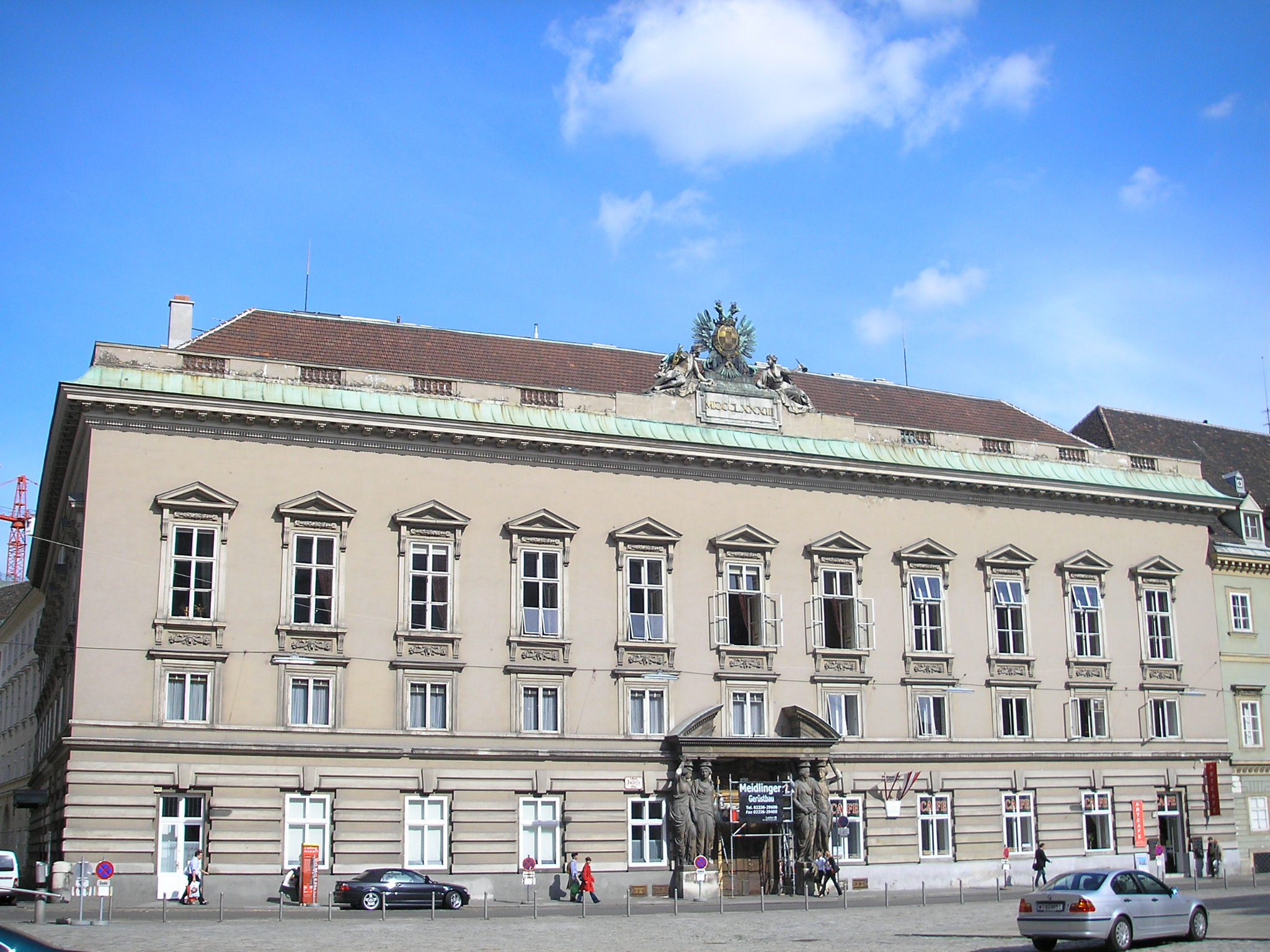
Palais Fries (heute Palais Pallavicini)

Das Patriziergeschlecht von Fries stammt aus Basel und die Stammreihe beginnt ungefähr mit dem Jahr 1400 in der Reichsstadt Mülhausen im Elsass. Dieses alte Geschlecht scheint nach der Namens- und Wappengleichheit, sowie auch vielen anderen Anzeichen von den Schweizer Rittern Fries von Friesenberg abzustammen, deren Burg am Uetliberg stand. Dieselben wendeten sich dann nach Mülhausen, wo Ulrich 1418 urkundlich vorkommt. Die Mitglieder der Familie nahmen unter den Bürgern von Mülhausen einen hohen Rang ein und bekleideten dort die angesehensten Stellungen. Valentin II. wird 1509 Mitglied des Rathes, 1510 Zunftmeister. 1515 Gesandter Mülhausens bei der ersten Bundesbeschwörung in Zürich. Sein Sohn Hanns 1550 Zunftmeister, dessen Sohn Valentin III. 1573 Bürgermeister.
Die gesicherte Stammreihe begann mit dem Jahr 1521 mit Valentin Fries. Es folgt eine lange Reihe von Bürgermeistern und Stadträten in der Schweiz, besonders in Mühlhausen, bis zum Stammvater der gräflichen Linie, Johann Baptist von Fries
Die Familie von Fries erlebte einen beeindruckenden Aufstieg durch Johann Reichsgraf von Fries (1719–1785), einem Schweizer Handelsmann und Calvinisten. Er liess sich in Wien nieder und erlangte als Geschäftsmann aussergewöhnlichen Erfolg. Dieser Erfolg setzte sich in der Linie seiner Nachkommen fort, darunter Joseph Graf von Fries (1765–1788) und Reichsgraf Moritz von Fries (1777–1826).
Johann Fries gründete verschiedene Unternehmen, darunter eine Textilfabrik und war auch in der Messingproduktion tätig. Durch kluge Investitionen in Produktionsstätten, insbesondere Münzprägewerke für den Staat, häufte die Familie von Fries beträchtlichen Reichtum an. Sie profitierten von Handelsgeschäften im In- und Ausland sowie von staatlichen Industrien. Johann Fries erhielt für seine herausragenden Leistungen 1757 den Ritterstand, 1762 den Freiherrn und schliesslich 1783 den Reichsgrafenstand von Kaiserin Maria Theresia und erwarb die Herrschaft Vöslau, wo er eine beeindruckende Residenz schuf. Seine Ehe mit Anne d'Escherny, einer französischen Adeligen, festigte den sozialen Status der Familie.

## Wappen
Blasonierungen
- Fries von Friesenberg im Berner Gebiet: In Roth auf silbernem Dreiberg eine pfahlweise gestellte silberne Schaufel. Auf dem Helm mit rot–silbernen Decken der Dreiberg mit der Schaufel.
- Mülhausener Bürger Fries: In Rot auf grünem Dreiberg eine silberne Schaufel begleitet von zwei goldenen Sternen. Auf dem Helm mit rot–silbernen und roth–goldenen Decken ein wachsender Mann in von Roth und Silber gespaltener Kleidung, die Schaufel auf der linken Schulter.
- 1757: Schild, wie bei II. nur ohne Dreiberg. Zwei Helme: I. mit roth-silbernen Decken ein wachsender Mann in weisser Kleidung mit rother Leibbinde und ebensolchen Aufschlägen, die Schaufel auf der rechten Schulter, II. mit rot-goldenvon Decken ein von Roth und Gold geteilter Flügel, mit je einem Stern verwechselter Farbe belegt.
- 1762: Geviert mit rotem Herzschild, darin eine silberne Schaufel, 1 in Gold ein gekrönter schwarzer Adler, 2 und 3 in Blau ein goldener Stern, 4 in Silber ein grüner Dreiberg. Drei Helme: I. der von Roth und Gold geteilte, mit den Sternen verwechselter Farbe belegte Flügel; II. der wachsende Mann mit der Schaufel; III. zwischen einem roten und einem goldenen Elefan- tenrüssel Straussenfedern blau-silbern-blau.
- 1783: Wie oben, nur an 2. Stelle ein weiterer Helm mit schwarz-goldenen Decken, darauf der gekrönte schwarze Adler.

Wappenentwicklung nach Siebmachers Wappenbüchern

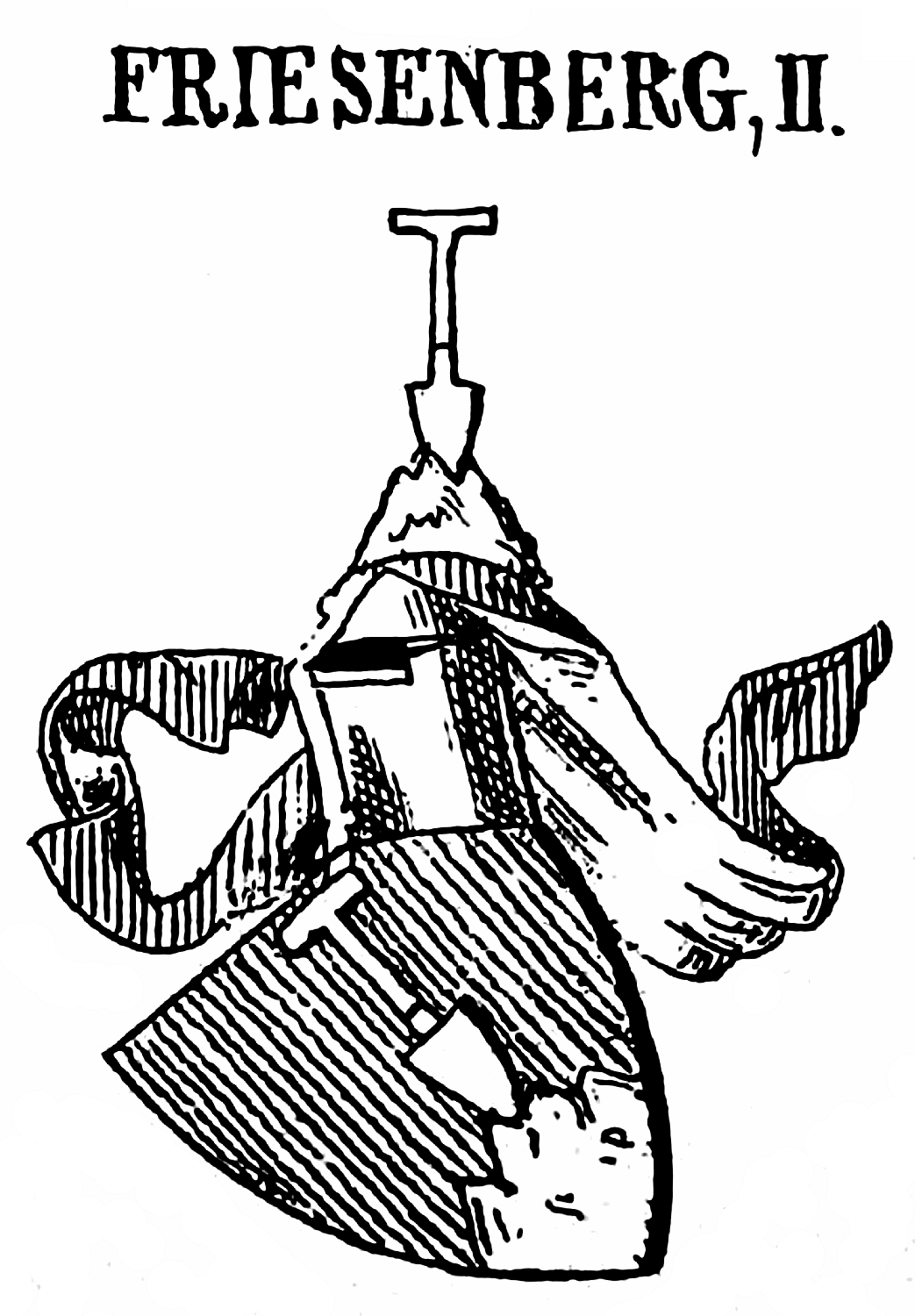
Wappen der Fries von Friesenberg
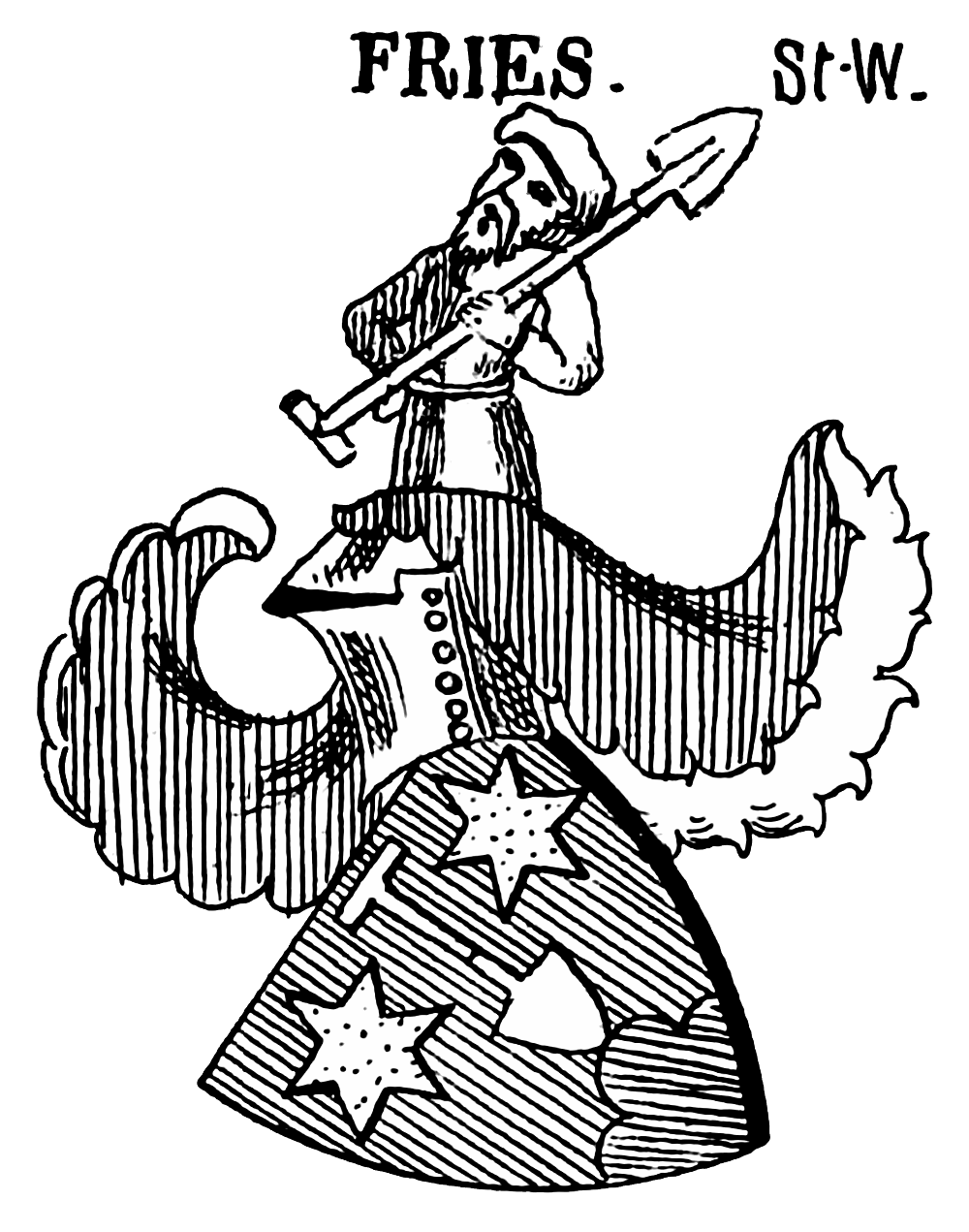
Stammwappen der Fries
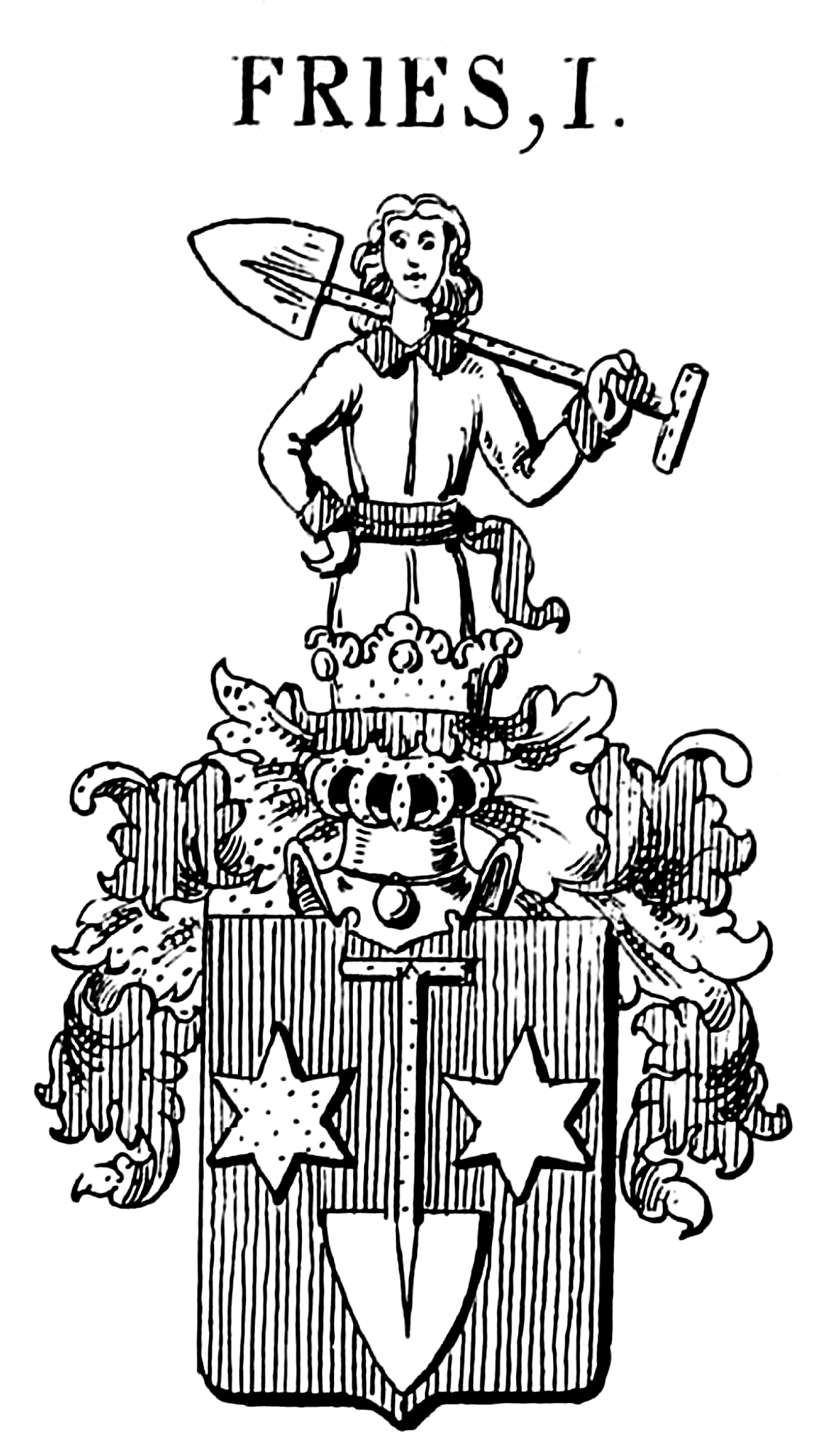
Stammwappen der Fries
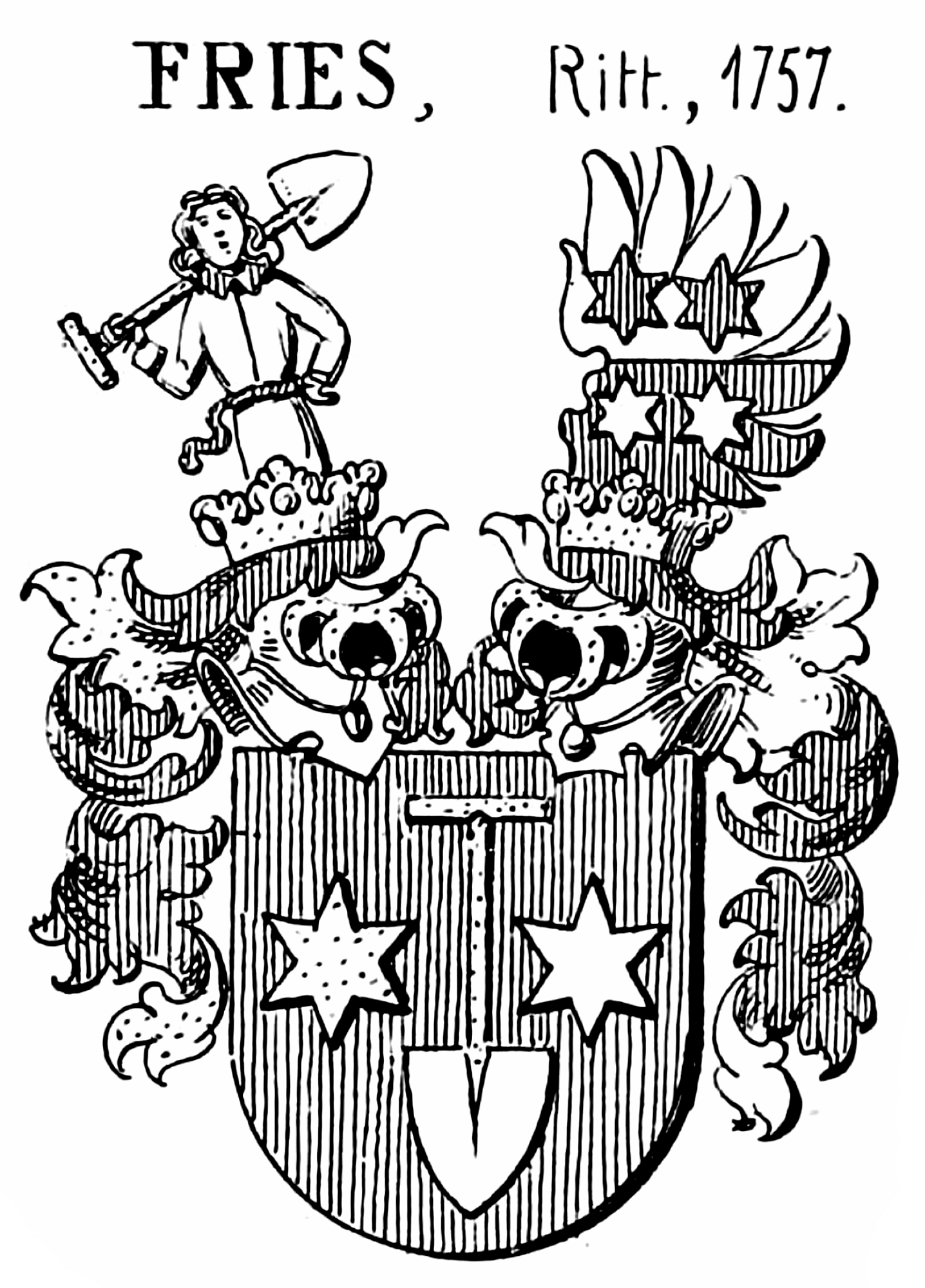
Wappen der Ritter von Fries
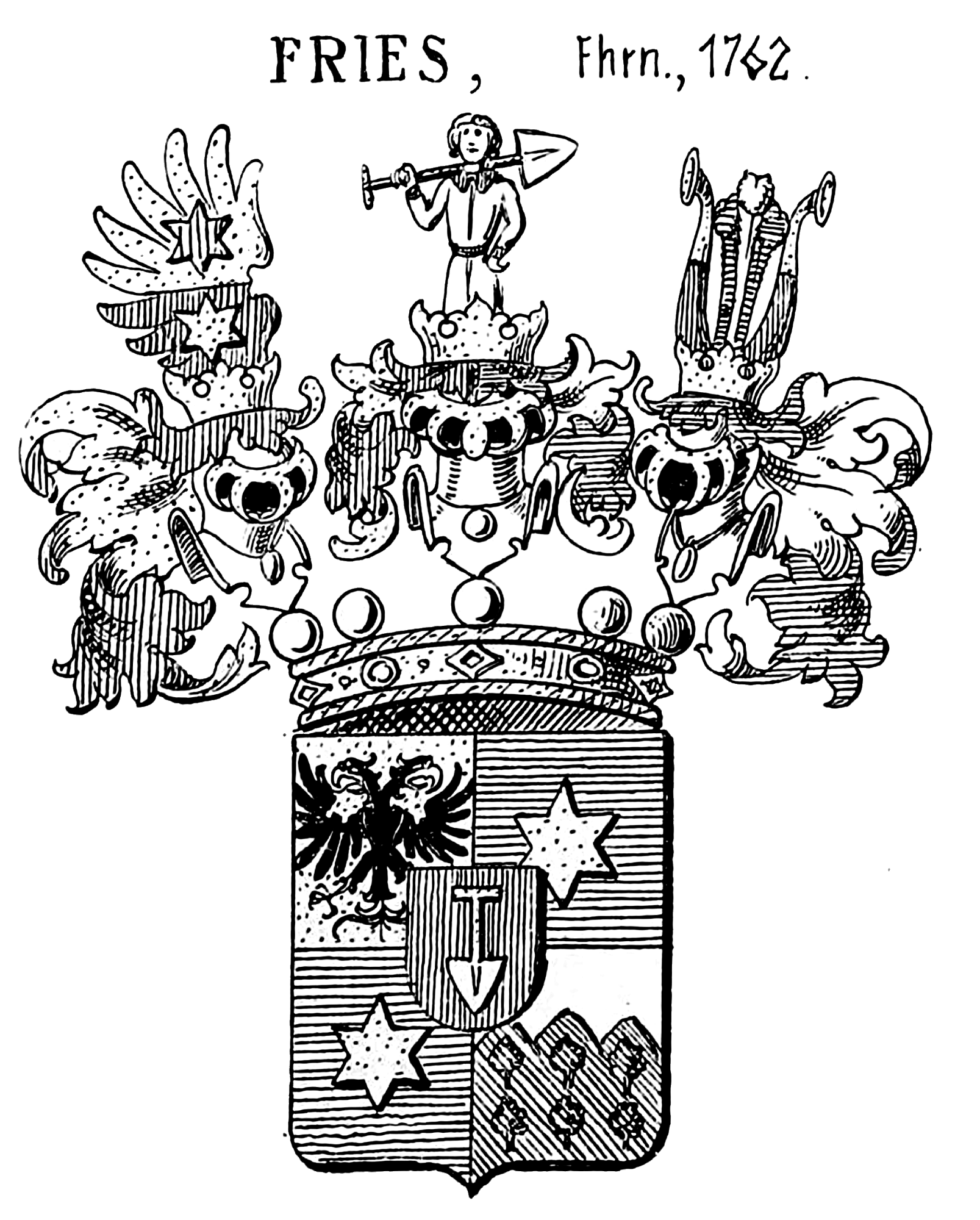
Wappen der Freiherren von Fries
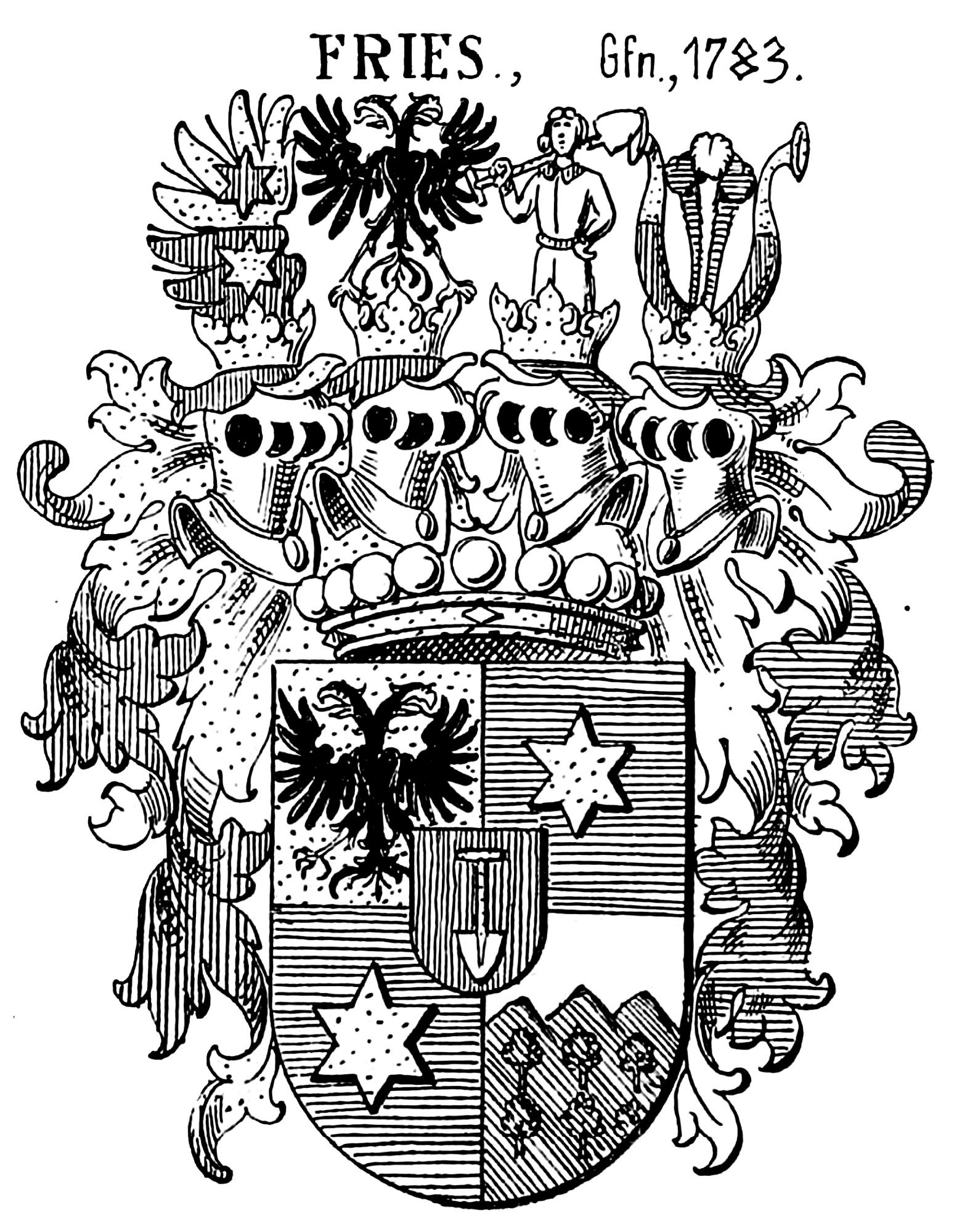
Wappen der Grafen von Fries

## Stammreihe
Ulrich 1418 urkundlich
- Valentin I. Fries (1460–1521)

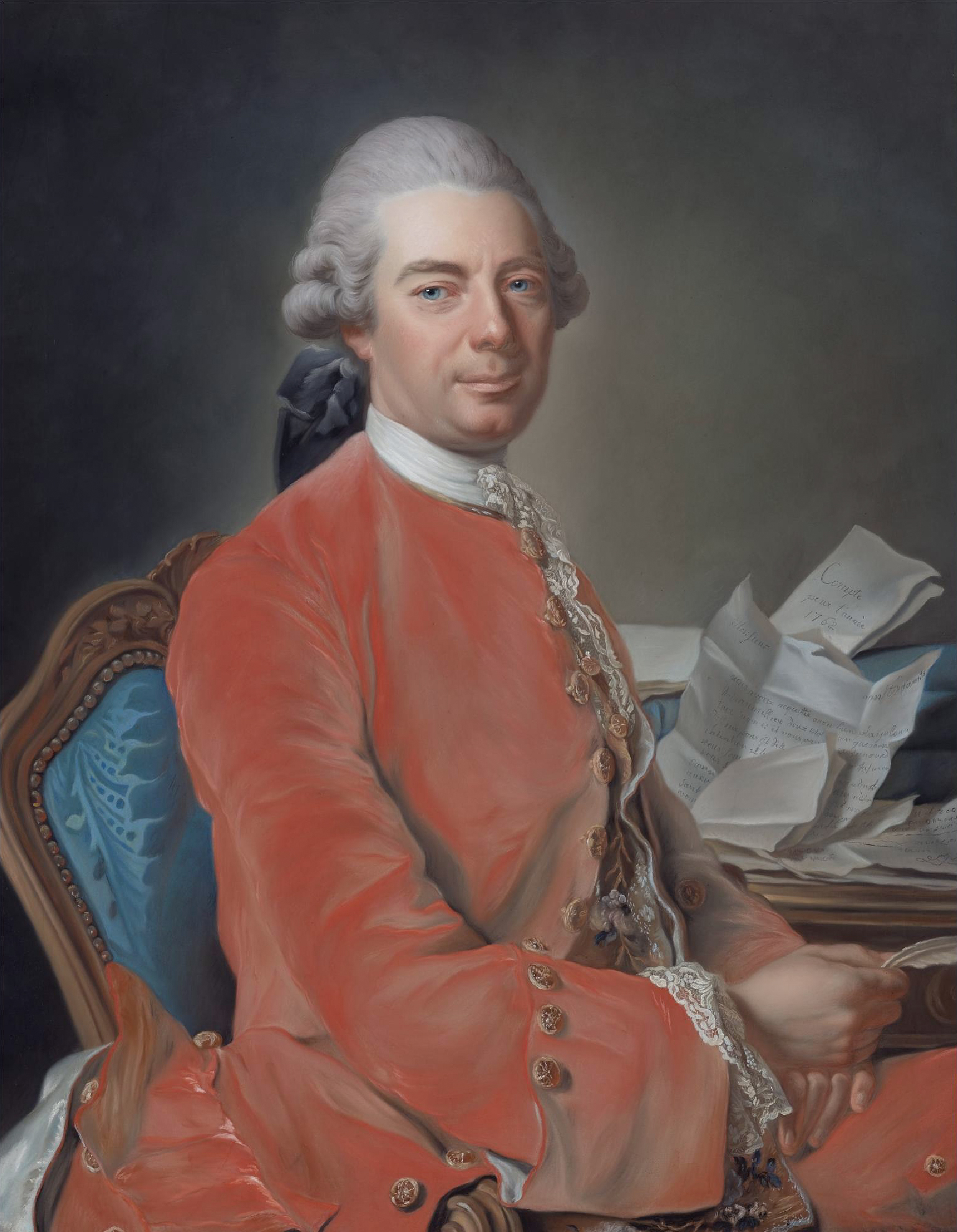
Johann Reichsgraf von Fries

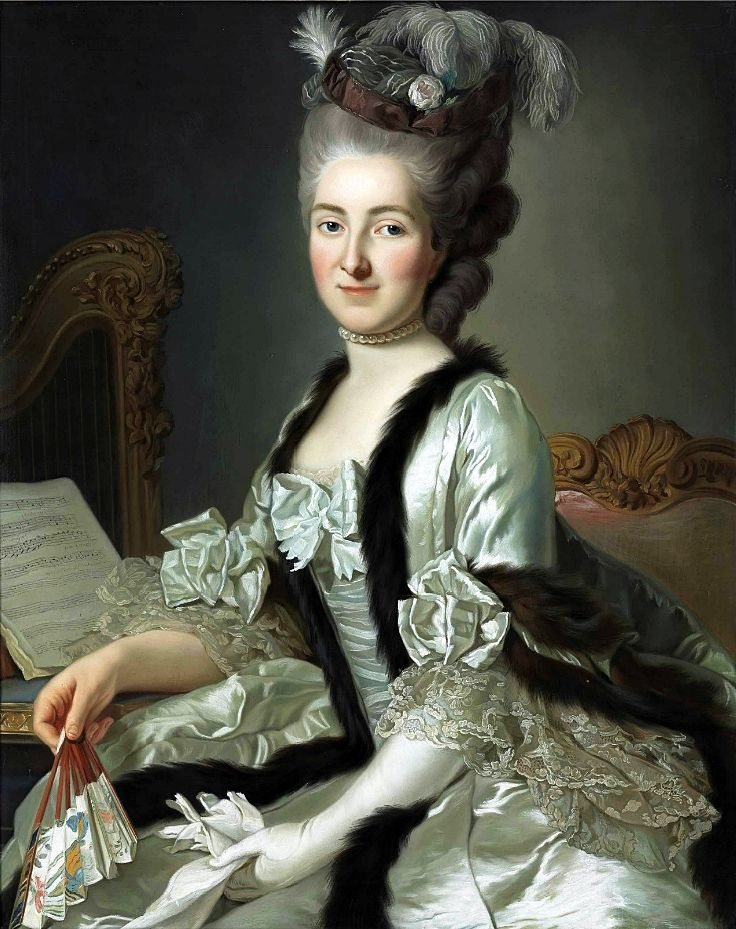
Johanns Frau Gräfin Anna d'Echerny

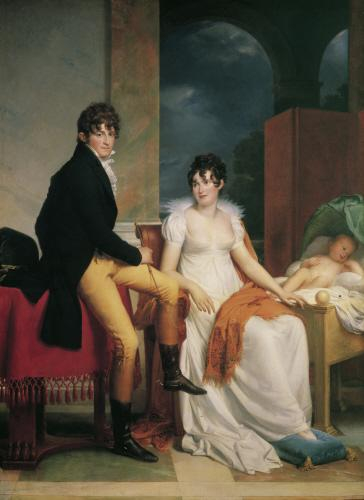
Moritz Christian Reichsgraf von Fries mit seiner Frau Maria Theresia Josepha, Prinzessin Hohenlohe-Waldenburg-Schillingsfürst, und dem Sohn Moritz

  - Valentin II., 1509 Rathsherr, 1510 Zunftmeister, 1515 Gesandter, † 1530
    - Hanns (1496–1559), 1550 Zunftmeister, 1556 Rathsherr, wird protestantisch, ⚭ Verena v. Selz
      - Valentin III. (1535–1588), 1565 Rathsherr, 1573–1578 Bürgermeister, † 1588, ⚭ Dorothea Biegeisen
        - Valentin IV. (1560–1607), ⚭ Wibrand Rappolt
        - Valentin V. (1585–1635)
          - Johan Jakob I. (1622–1693), Zunftmeister, ⚭ Salome Barbette
            - Philipp Jakob I. (1658–1746), Zunftmeister, 1726 Rathsherr, 1786 Säckelmeister, 1742 Bürgermeister, ⚭ Anna Maria Cornetz
              - Johann Jakob II. (1685–1759), 1746 Zunftmeister, ⚭ Ursula Bregenzer
                - Phillip Jakob von Fries (1715–1784), Ritterstand 1775
                  - Philipp Jacob Ritter von Fries (1753–1785), Freiherrnstand 1791, ⚭ Anna Maria Schwarz
                    - Johann Jakob Joseph Freiherr von Fries (1786–1827), ⚭ Anna Maria Eck
                    - Philipp Jakob Moritz Freiherr von Fries (1794–1861), ⚭ Antonie von Rosner
                    - Friedrich Theodor Freiherr von Fries (1802–1837), ⚭ Fanny Feistmantel

                - Johann Reichsgraf von Fries (1719–1785), k.k. Hofrat, auf Vöslau, Orth, Debnenlohe und Oberschwemmingen; ⚭ Anna Reichsgräfin d'Escherny
                  - Viktoire Ursula Reichsgräfin von Fries ⚭ Johann Hilmar Reichsgraf von Schönfeld
                  - Moritz I. Reichsgraf von Fries (1777–1826) ⚭ 1826 Therese Prinzessin zu Hohenlohe-Waldenburg-Schillingsfürst
                    - Moritz II. Reichsgraf von Fries (1804–1887), k.k. Legationsrat, auf Vöslau und Czernahora, löst das Bankhaus auf, wird 1849 wieder katholisch, ⚭ 1837 mit Flora Freiin von Pereira-Arnstein († 1882)
                      - August Reichsgraf von Fries (1841–??), auf Czernahora und Vöslau, ⚭ Anna Gräfin Strachwitz von Gross-Zauche und Camminetz
                      - Therese Reichsgräfin von Fries (1874–??)
                      - Georg Reichsgraf von Fries (1875–??)

                  - Sophie Reichsgräfin von Fries ⚭ Heinrich Wilhelm Graf von Haugwitz, Freiherr von Klein-Obisch